# Wilhelm Tempel
| 64 Angelina    | 4 maart 1861      |
| 65 Cybele      | 8 maart 1861      |
| 74 Galatea     | 29 augustus 1862  |
| 81 Terpsichore | 30 september 1864 |
| 97 Klotho      | 17 februari 1868  |

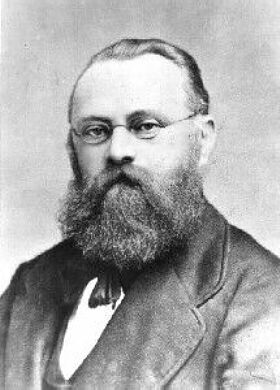
Wilhelm Tempel

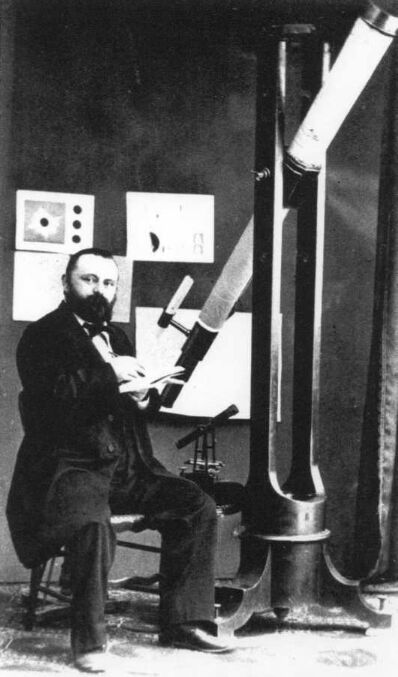
Tempel in Marseille

Ernst Wilhelm Leberecht (Wilhelm) Tempel (Niedercunnersdorf, 4 december 1821 – Arcetri, 16 maart 1889), was een Duits astronoom die in Marseille werkte tot het uitbreken van de Frans-Duitse Oorlog in 1870, later verhuisde hij naar Italië, waar hij ook directeur was van de Sterrenwacht van Arcetri. 
Tempel ontdekte of co-ontdekte in totaal 21 kometen, waaronder 55P/Tempel-Tuttle, waarvan men tegenwoordig weet dat het de oorsprong is van de meteorenzwerm Leoniden, en 9P/Tempel 1, het doelwit van de ruimtesonde Deep Impact in 2005. Andere kometen die zijn naam dragen zijn 10P/Tempel en 11P/Tempel-Swift-LINEAR. 
De planetoïde 3808 Tempel is als eerbetoon naar hem vernoemd. Ook de krater Tempel op de Maan draagt zijn naam. 
- Bibliothèque nationale de France: cb10059563n (data)
- Stuttgart Database of Scientific Illustrators 1450–1950: 5752
- Gemeinsame Normdatei: 119023164
- International Standard Name Identifier: 0000 0000 3355 0528
- Library of Congress Control Number: n91048595
- Système universitaire de documentation: 142943711
- Virtual International Authority File: 45102696
- WorldCat: E39PBJrrwhpj4fyJrGdMPDmw4q